# نیو وینا (آیووا)
نیو وینا (به انگلیسی: New Vienna) شهری در ایالت آیووا کشور ایالات متحده آمریکا است که جمعیت آن در سرشماری سال ۲۰۱۰ میلادی، ۴۰۷ نفر بوده‌است.